# Síndrome de compresión nerviosa
El síndrome de compresión nerviosa o neuropatía por compresión es una afección médica causada por la presión directa sobre un nervio. Se le conoce coloquialmente como un nervio atrapado , aunque esto también puede referirse a la compresión de la raíz nerviosa (por una hernia de disco, por ejemplo). Sus síntomas incluyen dolor, hormigueo , entumecimiento y debilidad muscular. Los síntomas afectan solo a una parte particular del cuerpo, dependiendo del nervio afectado. Los estudios de conducción nerviosa ayudan a confirmar el diagnóstico. En algunos casos, la cirugía puede ayudar a aliviar la presión sobre el nervio, pero esto no siempre alivia todos los síntomas. La lesión nerviosa por un solo episodio de trauma físico es, en cierto sentido, una neuropatía por compresión, pero generalmente no se incluye bajo este título.

## Síndromes

### Miembro superior
| nervio                         | localización           | generalmente conocido como                  |
| ------------------------------ | ---------------------- | ------------------------------------------- |
| Mediano                        | túnel carpiano         | síndrome del túnel carpiano                 |
| Mediano ( interóseo anterior ) | antebrazo proximal     | síndrome interóseo anterior                 |
| Mediano                        | pronador redondo       | síndrome del pronador redondo               |
| Mediano                        | ligamento de Struthers | Síndrome del ligamento de Struthers         |
| Cubital                        | túnel cubital          | Síndrome del túnel cubital                  |
| Cubital                        | Canal de Guyon         | Síndrome del canal de Guyon                 |
| Radial                         | axila                  | Compresión del nervio radial                |
| Radial                         | ranura en espiral      | Compresión del nervio radial                |
| Radial ( interóseo posterior ) | antebrazo proximal     | atrapamiento del nervio interóseo posterior |
| Radial ( radial superficial )  | antebrazo distal       | El síndrome de Wartenberg                   |
| Supraescapular                 | Canal supraescapular   | atrapamiento del nervio supraescapular      |

### Miembro inferior, abdomen y pelvis
| nervio                           | localización            | generalmente conocido como                           |
| -------------------------------- | ----------------------- | ---------------------------------------------------- |
| Peroneo común                    | cuello peroneo          | compresión del nervio peroneo                        |
| Tibial                           | túnel tarsal            | síndrome del túnel tarsal                            |
| Safena                           | Techo del canal aductor | Síndrome de atrapamiento del nervio safeno           |
| Nervio cutáneo lateral del muslo | ligamento inguinal      | meralgia parestésica                                 |
| Ciático piriforme                | síndrome piriforme      | [no siempre debido a atrapamiento]                   |
| Iliohipogástrico                 | abdomen bajo            | atrapamiento del nervio iliohipogástrico             |
| Obturador                        | canal obturador         | atrapamiento del nervio obturador                    |
| Pudendo                          | pelvis                  | atrapamiento del nervio pudendo                      |
| Nervios cutáneos abdominales     | pared abdominal         | síndrome de atrapamiento del nervio cutáneo anterior |

## Signos y síntomas
Hormigueo, entumecimiento y / o sensación de ardor en la zona del cuerpo afectada por el nervio correspondiente. Estas experiencias pueden ocurrir directamente después de la agresión o pueden ocurrir varias horas o incluso días después. El dolor es menos común que el hormigueo o el entumecimiento como síntoma de atrapamiento nervioso, aunque una sensación de ardor, si ocurre, puede ( subjetivamente ) clasificarse como dolor.

## Causas (etiología)
Un nervio puede estar comprimido por una fuerza externa prolongada o repetida, como sentarse con el brazo sobre el respaldo de una silla ( nervio radial ), apoyar con frecuencia los codos sobre una mesa ( nervio cubital ), o un yeso o un aparato ortopédico que no le quedan bien. la pierna ( nervio peroneo ). Parte del cuerpo del paciente puede causar la compresión y el término neuropatía por atrapamiento se usa particularmente en esta situación. La estructura ofensiva puede ser una lesión bien definida, como un tumor (por ejemplo, un lipoma , neurofibroma o metástasis ), un quiste ganglionar o un hematoma.. Alternativamente, puede haber expansión de los tejidos alrededor de un nervio en un espacio donde hay poco espacio para que esto ocurra, como suele ser el caso en el síndrome del túnel carpiano . Esto puede deberse al aumento de peso o al edema periférico (especialmente durante el embarazo ), o a una afección específica como acromegalia , hipotiroidismo o esclerodermia y psoriasis .
Algunas afecciones hacen que los nervios sean particularmente susceptibles a la compresión. Estos incluyen la diabetes , en la que el suministro de sangre a los nervios ya está comprometido, lo que hace que el nervio sea más sensible a grados menores de compresión. La condición genética HNPP es una causa mucho más rara.

## Fisiopatología
La presión externa reduce el flujo en los vasos que suministran sangre al nervio ( vasa nervorum ). Esto provoca isquemia local , que tiene un efecto inmediato sobre la capacidad de los axones nerviosos para transmitir potenciales de acción . A medida que la compresión se vuelve más severa con el tiempo, ocurre una desmielinización focal , seguida de daño axonal y finalmente cicatrización .

## Diagnóstico
Los síntomas y signos dependen de qué nervio está afectado, en qué parte de su longitud se ve afectado el nervio y qué tan gravemente está afectado. Los síntomas sensoriales positivos suelen ser los primeros en aparecer, en particular el hormigueo y el dolor neuropático , seguidos o acompañados de disminución de la sensibilidad o entumecimiento total. La debilidad muscular generalmente se nota más tarde y, a menudo, se asocia con atrofia muscular .
Una neuropatía por compresión generalmente se puede diagnosticar con seguridad basándose únicamente en los síntomas y signos. Sin embargo, los estudios de conducción nerviosa son útiles para confirmar el diagnóstico, cuantificar la gravedad y descartar la afectación de otros nervios (lo que sugiere una mononeuritis múltiple o polineuropatía ). Por lo general, no es necesario realizar una exploración , pero puede ser útil si se sospecha un tumor u otra lesión compresiva local. La lesión nerviosa, como mononeuropatía , puede causar síntomas similares a la neuropatía por compresión. En ocasiones, esto puede causar confusión en el diagnóstico, especialmente si el paciente no recuerda la lesión y no hay signos físicos evidentes que la sugieran. [ cita requerida] Los síntomas y signos de cada síndrome en particular se analizan en las páginas correspondientes, que se enumeran a continuación .

## Tratamiento
Cuando una afección médica subyacente está causando la neuropatía, el tratamiento debe dirigirse primero a esta afección. Por ejemplo, si el aumento de peso es la causa subyacente, entonces un programa de pérdida de peso es el tratamiento más apropiado. La neuropatía por compresión que ocurre durante el embarazo a menudo se resuelve después del parto, por lo que generalmente no se requiere un tratamiento específico. Algunas neuropatías por compresión son susceptibles de cirugía: el síndrome del túnel carpiano y el síndrome del túnel cubital son dos ejemplos comunes. La conveniencia o no de ofrecer cirugía en un caso particular depende de la gravedad de los síntomas, los riesgos de la operación propuesta y el pronóstico.si no se trata. Después de la cirugía, los síntomas pueden desaparecer por completo, pero si la compresión fue lo suficientemente severa o prolongada, es posible que el nervio no se recupere por completo y que algunos síntomas persistan. El tratamiento con medicamentos puede ser útil para una afección subyacente (incluido el edema periférico) o para aliviar el dolor neuropático.